# Agrarverfassung
Als Agrarverfassung wird die rechtliche, wirtschaftliche und soziale Ordnung einer bäuerlichen Gesellschaft, vor allem Eigentumsverhältnisse, Siedlungsformen, Bodennutzung, Arbeitsverfassung und Sozialstruktur bezeichnet. Gestaltend auf die Agrarverfassung wirkten das genossenschaftliche und das herrschaftliche Prinzip. Das genossenschaftliche Prinzip, das auf der grundsätzlichen Gleichstellung von Gleichberechtigten beruht, äußerte sich im Mittelalter in der Form der Dorfgemeinde und der Allmend- und Markgenossenschaft. Das herrschaftliche Prinzip ist seit dem Frühmittelalter bis zur Bauernbefreiung des 18./19. Jahrhunderts durch die Grundherrschaft beziehungsweise Gutsherrschaft gekennzeichnet.

## Geschichte

### Entstehung der Grundherrschaft
Zur Ausbildung der Grundherrschaft kam es vor allem in fränkischer Zeit, als weite Teile des Landes in den Händen des Königs, des Adels und des Klerus lagen sowie die zunehmende Bevölkerungsdichte die Landbedürftigen zwang, von jenen unter der Bedingung der Einordnung in das grundherrliche System Land zur Leihe zu nehmen. Entscheidend für die weitere Entwicklung der Agrarverfassung wurden die allmähliche Verfestigung der Besitzrechte, wodurch die freie Verfügungsgewalt des Grundherrn über den Grund und Boden eingeschränkt wurde, sowie die genaue Festsetzung der bäuerlichen Abgaben.
Insgesamt lässt sich bis ins Spätmittelalter eine allgemeine Verbesserung der Lage des Bauernstandes feststellen, die nicht zuletzt auch bedingt war durch die deutsche Ostsiedlung: Die den Kolonisten als Anreiz gewährten günstigeren Besitzrechte erzwangen notwendigerweise auch Zugeständnisse der Grundherren, um ein Abwandern der Bauern zu verhindern.
Von der frühen Neuzeit bis zum 18. Jahrhundert verlief die Ausbildung des modernen Fürstenstaates parallel zur Entwicklung einer landesherrlichen Agrarpolitik, die im Wesentlichen durch zwei Zielsetzungen bestimmt war: zum einen das Bauerntum gegen die Grund- und Gutsherren zu schützen, zum anderen die zahlreichen Ausprägungen der Agrarverfassung zu vereinheitlichen, indem der Landesherr die genossenschaftlichen wie herrschaftlichen Bestimmungen seiner Kontrolle zu unterstellen und zu beeinflussen suchte. Die Gestaltung der Agrarverfassung – soweit es die herrschaftliche Seite betrifft – wurde zunehmend nicht mehr durch eine Auseinandersetzung zwischen Grundherren und Bauern bestimmt, sondern die Rechtsetzung ging auf den Landesherrn als eine über beiden Parteien stehende Instanz über.

### Zweigeteilte Agrarverfassung im Osten und Westen
Kennzeichnend für die frühe Neuzeit war auch die räumliche Zweigliederung der Agrarverfassung in Deutschland: Während im Süden und Westen das grundherrliche Prinzip bestehen blieb, entwickelte sich im Osten Deutschlands die Grundherrschaft zur Gutsherrschaft. Mit Ausnahme des Ordenlandes Preußen (vgl. preußische Agrarverfassung), in dem die Grundlagen für die Ausbildung der Gutsherrschaft bereits in der Kolonisationszeit gelegt worden waren, weiteten sich in Ostdeutschland die gutsherrlichen Eigenwirtschaften im 15./16. Jahrhundert durch Heimfall oder Einziehung wüst gewordener Stellen aus; weiter verschob sich das Schwergewicht zugunsten der Gutsherren nach dem Dreißigjährigen Krieg mit dem Einsetzen eines planvollen Bauernlegens. Allein die Vergrößerung des Besitzes begründete jedoch noch nicht die Gutsherrschaft. Vielmehr kam sie zustande durch die Übertragung politischer Rechte an die Grundherren vonseiten der Landesherren, die aufgrund ihrer Finanznot zu immer weiteren Zugeständnissen gezwungen waren, so dass der einstige Grundherr zur Obrigkeit der Bauern wurde. Die Vergrößerung der Gutswirtschaften führte zudem zu einer Verschärfung der Schollenbindung, so dass die Bauern, die einst als Kolonisten besondere Rechte hatten und nur grundherrschaftlich gebunden waren, in eine als Realleibeigenschaft (dazu zählten etwa Dienstzwang, Scharwerk, Verbot von Grundbesitzveräußerung, Wegzugverbot und gutsherrliches Züchtigungsrecht) zu bezeichnende Abhängigkeit gerieten (Erbuntertänigkeit).
Eine mögliche Erklärung für diesen Strukturunterschied ist die größere Bevölkerungsdichte im Westen. Dies ermöglichte den Bauern, in größeren Siedlungen direkt oder über nur wenige Zwischenhandelsschritte Geld für ihre Produkte zu erlösen, oft auch zu relativ hohen Preisen für geringe Massen veredelter Produkte. Aus diesen Einnahmen konnten sie die Leistungen an Grund- und Landesherren leisten, die damit wenig interesse an einer Änderung der Agrarverfassung hatten. Zudem schützten die Landesherren dort in vielen Fällen die Bauern vor dem Bauernlegen, da ihnen damit Steuereinnahmen entgangen wären. Im dünn besiedelten Osten waren hingegen die Entfernungen zu den Abnehmern hoch und im Wesentlichen wurde Getreide angebaut und damit ein Produkt mit relativ geringem Erlös je Gewichts- oder Volumeneinheit. Dies vergrößerte den Aufwand für Bündelung, Transport und Veräußerung des Produkts. Unter diesen Umständen arbeiteten die großen Güter mit zu Landarbeitern herabgesunkenen Bauern wirtschaftlicher.
Die Reformen im Zusammenhang mit der Bauernbefreiung lösten im Prinzip die gesamte alte Agrarverfassung sowohl in ihrer genossenschaftlichen wie auch insbesondere in ihrer herrschaftlichen Ausprägung auf.
Die Zweigliederung der Agrarverfassung Deutschlands wirkte jedoch noch bis 1945 fort: Während bei der Ablösung im Süden und Westen die Grundherren vorwiegend finanziell von den Bauern entschädigt wurden und so die Agrarstruktur weitgehend unverändert blieb, war im Osten die Entschädigung durch Land üblich, so dass sich erneut das Gewicht vom Bauernland zum Gutsland hin verschob. Verschieden waren auch die Erbsitten und Erbrechte: Im Osten galt das Anerbenrecht, im Süden und Westen herrschte die Realteilung vor.

### Moderne Entwicklungen
Nach 1945 kam es in Deutschland erneut zu einer Umwälzung der Agrarverfassung: Während in den westlichen Besatzungszonen neues Siedlungsland für die im Osten vertriebenen Bauern geschaffen wurde, kam es in der Sowjetischen Besatzungszone zu einer Bodenreform, wobei Großgrundbesitzer enteignet und ihr Land an Neubauern verteilt wurde, die ab 1952 zwangsweise zu Landwirtschaftlichen Produktionsgenossenschaften (LPG) zusammengeschlossen wurden; blieb der Boden rein rechtlich gesehen im Eigentum des einzelnen, so gingen die Nutzungsrechte jedoch an das Kollektiv der LPG über. Im Einigungsvertrag zwischen der Bundesrepublik Deutschland und der DDR (1990) wurden die 1946–49 erfolgten Enteignungen nicht rückgängig gemacht; die Betroffenen erhalten aber Entschädigungsleistungen.